# Europaministerkonferenz
Die Konferenz der Europaministerinnen und Europaminister, kurz Europaministerkonferenz (EMK), ist die ständige Fachkonferenz der für die Europapolitik zuständigen Minister und Senatoren der deutschen Bundesländer. Die EMK wurde im Herbst 1992 gegründet, um der wachsenden Bedeutung der Europäischen Union für die Länder gerecht zu werden.
Die Europaministerkonferenz koordiniert die Zusammenarbeit der deutschen Länder im Prozess der europäischen Integration. Diese Aufgabe beinhaltet:
- Interessenvertretung der Länder in Europaangelegenheiten gegenüber den Organen des Bundes und der Europäischen Union
- Abstimmung der europapolitischen Aktivitäten der Länder
- Koordinierung der Informationspolitik der Länder zur Förderung des europäischen Gedankens

Zum Aufgabenbereich der Europaministerkonferenz gehört ferner die Entscheidung über die finanzielle und personelle Ausstattung des Beobachters der Länder bei der Europäischen Union.
Die EMK tagt in der Regel dreimal im Jahr, der Vorsitz wechselt jährlich in alphabetischer Reihenfolge zwischen den Ländern. Seit dem 1. Juli 2025 hat das Land Baden-Württemberg, vertreten durch den Europastaatssekretär Florian Hassler, den Vorsitz inne.